# Âm mưu đảo chính tại Perú năm 2022
Vào ngày 7 tháng 12 năm 2022, Tổng thống Peru Pedro Castillo đã cố gắng giải tán Quốc hội trước cuộc bỏ phiếu luận tội ông sắp xảy ra tại cơ quan lập pháp, ngay lập tức ông đã ban hành lệnh giới nghiêm, thành lập một "chính phủ khẩn cấp" và kêu gọi giải tán cơ quan lập pháp, thành lập cơ quan mới. Hành động này của Pedro Castillo được các chính trị gia và phương tiện truyền thông đối lập gọi là một cuộc đảo chính, thậm chí còn so sánh với với cuộc đảo chính của Alberto Fujimori vào năm 1992 ở Peru. Các thành viên trong chính phủ Tổng thống Castillo đã từ chức ngay sau khi ông tuyên bố giải tán quốc hội, đồng thời Lực lượng Vũ trang cũng bác bỏ các hành động của tổng thống.
Castillo cũng đã bị luận tội trong cùng ngày hôm đó và không còn là tổng thống sau khi quốc hội bác bỏ quyết định giải tán quốc hội của ông. Dina Boluarte sau đó cũng đã tuyên thệ trở thành tổng thống mới của Peru. Sau khi Castillo bị phế truất, những người ủng hộ ông bắt đầu biểu tình trên toàn quốc yêu cầu trả tự do cho ông và Boluarte từ chức. Sau tình trạng bất ổn lan rộng khắp Peru, chính phủ Boluarte đã ban bố tình trạng khẩn cấp quốc gia vào ngày 14 tháng 12.

## Bối cảnh

### Nỗ lực loại bỏ Castillo
Nhiều nỗ lực nhằm khiến cho Castillo từ bỏ chức tổng thống đã xảy ra xuyên suốt nhiệm kỳ của ông. Vào tháng 10 năm 2021, trang web El Foco đã công khai một đoạn ghi âm hé lộ những người đứng đầu của Hiệp hội các ngành Công nghiệp Quốc gia, Liên minh Hiệp hội Vận tải đa phương Peru (UGTRANM), Geovani Rafael Diez Villegas, các nhà lãnh đạo chính trị và các một số doanh nghiệp đã lên nhiều kế hoạch khác nhau bao gồm việc tài trợ cho các cuộc đình công lĩnh vực vận tải vào tháng 11 năm 2021, nhằm gây bất ổn chính trị cho chính phủ Castillo và loại bỏ ông khỏi chức tổng thống. Các nhóm cựu quân nhân cực hữu cũng đã liên minh với các đảng chính trị như Đất nước trên hết – Đảng Hội nhập Xã hội, Lực lượng Bình dân và Đổi mới Bình dân để cố gắng loại bỏ Castillo, điển hình như Rafael López Aliaga và Chủ tịch Lực lượng Bình dân Keiko Fujimori, người đã ký Hiến chương Madrid do đảng chính trị cực hữu Tây Ban Nha Vox thúc đẩy. Các nhóm này thường xuyên đe dọa các quan chức chính phủ Castillo, các nhà báo, đồng thời kêu gọi đảo chính và nổi dậy.

#### Nỗ lực luận tội
Bằng con đường chính trị, Quốc hội đã cố gắng luận tội tổng thống nhiều lần. Do từ "luận tội" được diễn giải rộng rãi trong Hiến pháp năm 1993 của nước này mà quốc hội có thể luận tội tổng thống mà không cần lý do. Điều đó đã làm cho cơ quan lập pháp có nhiều quyền lực hơn cơ quan hành pháp.
Vào tháng 11 năm 2021, bốn tháng sau nhiệm kỳ của Castillo, Fujimori thông báo rằng đảng của cô đang thúc đẩy các thủ tục luận tội khi cho rằng Castillo "không phù hợp về mặt đạo đức để nhậm chức". Vào ngày 25 tháng 11, 28 nhà lập pháp từ đảng của Fujimori đã trình bày một bản kiến nghị luận tội có chữ ký trước Quốc hội, thiết lập một cuộc bỏ phiếu mở nhằm luận tội ông. Tuy nhiên, việc luận tội đã không diễn ra, vì 76 phiếu chống, 46 ủng hộ và 4 phiếu trắng.
Vào tháng 2 năm 2022, có thông tin cho rằng những người theo chủ nghĩa Fujimorists và các chính trị gia thân cận với Fujimori đã tổ chức một cuộc họp tại khách sạn Casa Andina ở Lima với sự hỗ trợ của một nhóm tự do Đức, Quỹ Friedrich Naumann. Tại đây, còn có sự xuất hiện của chủ tịch Quốc hội Maricarmen Alva, vấn đề được thảo luận là khiến Tổng thống Castillo từ bỏ chức vụ này. Alva đã chia sẻ bà sẵn sàng đảm nhận chức vụ tổng thống nếu Castillo bị bãi nhiệm và một cuộc trò chuyện trên Telegram bị rò rỉ của những người đứng đầu Quốc hội đã tiết lộ kế hoạch phối hợp để lật đổ Castillo.
Nỗ lực luận tội thứ hai liên quan đến các cáo buộc tham nhũng đã được tiến hành vào tháng 3 năm 2022. Vào ngày 28 tháng 3 năm 2022, Castilloddax  xuất hiện trước Quốc hội kêu gọi các cáo buộc là vô căn cứ và yêu cầu các nhà lập pháp "bỏ phiếu cho dân chủ" và "chống lại sự bất ổn", với 55 phiếu thuận, 54 phiếu chống và 19 phiếu trắng. Luận tội không được thực hiện do không đạt được 87 phiếu.
Sự tin tưởng của người dân đối với Tổng thống Castillo đã giảm dần khi các cuộc biểu tình xảy ra vào đầu năm 2022 do giá cả ngày càng tăng, ảnh hưởng bởi cuộc xâm lược của Nga vào Ukraine năm 2022. Đến tháng 12 năm 2022, Quốc hội bắt đầu có các động thái cố gắng luận tội Tổng thống Castillo lần thứ ba.

### Nỗ lực loại bỏ Dina Boluarte
Vào ngày 5 tháng 12 năm 2022, chỉ vài ngày trước khi Quốc hội chuẩn bị bỏ phiếu luận tội Tổng thống Castillo, Tiểu ban Cáo buộc Hiến pháp đã đệ trình một khiếu nại với Phó Tổng thống Dina Boluarte, cáo buộc rằng bà điều hành một nhóm doanh nghiệp tư nhân khi còn là Bộ trưởng Bộ Phát triển và Xã hội. Các cáo buộc chống lại Boluarte khiến bà có khả năng phải đối mặt với làn sóng tranh cãi khi Castillo bị luận tội và phế truất.

## Dòng thời gian

### Giải tán Quốc hội
Vào ngày 7 tháng 12 năm 2022, Quốc hội dự kiến sẽ đệ trình một bản kiến nghị chỉ trích Tổng thống Castillo, cáo buộc ông "không có năng lực đạo đức". Trước khi cơ quan lập pháp tập hợp để đệ trình kiến nghị, Tổng thống Castillo đã tuyên bố giải tán Quốc hội và ban hành lệnh giới nghiêm ngay lập tức. Trong bài phát biểu của mình, Tổng thống Castillo đã nêu:
Các biện pháp sau đây được đưa ra: tạm thời giải tán Quốc hội Cộng hòa và thành lập một chính phủ khẩn cấp đặc biệt. Các cuộc bầu cử sẽ được tổ chức để thành lập một Quốc hội mới có quyền lập hiến, soạn thảo Hiến pháp mới trong vòng không quá 9 tháng,... Quốc hội không có bằng chứng buộc tội tổng thống... Quốc hội đã làm đảo lộn cán cân quyền lực và pháp quyền để thiết lập một chế độ chuyên quyền cho quốc hội, như chính tuyên bố của họ, từ Tòa án Hiến pháp.
Tổng thống Castillo sau đó đã tố cáo các phương tiện truyền thông chống lại ông và kêu gọi những cá nhân sở hữu vũ khí bất hợp pháp giao nộp cho Cảnh sát Quốc gia trong vòng 72 giờ.

### Từ chức sau bài phát biểu của Castillo
Ngay sau bài phát biểu của Castillo, nhiều bộ trưởng đã từ chức khỏi chính phủ bao gồm Thủ tướng Betssy Chávez, Bộ trưởng Bộ Lao động Alejandro Salas, Bộ trưởng Bộ Kinh tế Kurt Burneo, Bộ trưởng Bộ Ngoại giao César Landa và Bộ trưởng Bộ Tư pháp Félix Chero. Đại diện thường trực của Peru tại Liên Hợp Quốc và Tổ chức các Quốc gia Châu Mỹ, Manuel Rodríguez Cuadros và Harold Forsyth cũng đã nộp đơn xin từ chức. Luật sư đại diện cho Tổng thống Castillo cũng tuyên bố chỉ coi ông là khách hàng, "Là một luật sư tôn trọng Hiến pháp, tôi đảm nhận việc bào chữa cho Tổng thống khi cho rằng ông ấy vô tội. Tuy nhiên, đã có sự vi phạm hiến pháp, tôi buộc phải từ bỏ việc bào chữa cho công dân Pedro Castillo".

### Tòa án Hiến pháp Peru kêu gọi can thiệp quân sự

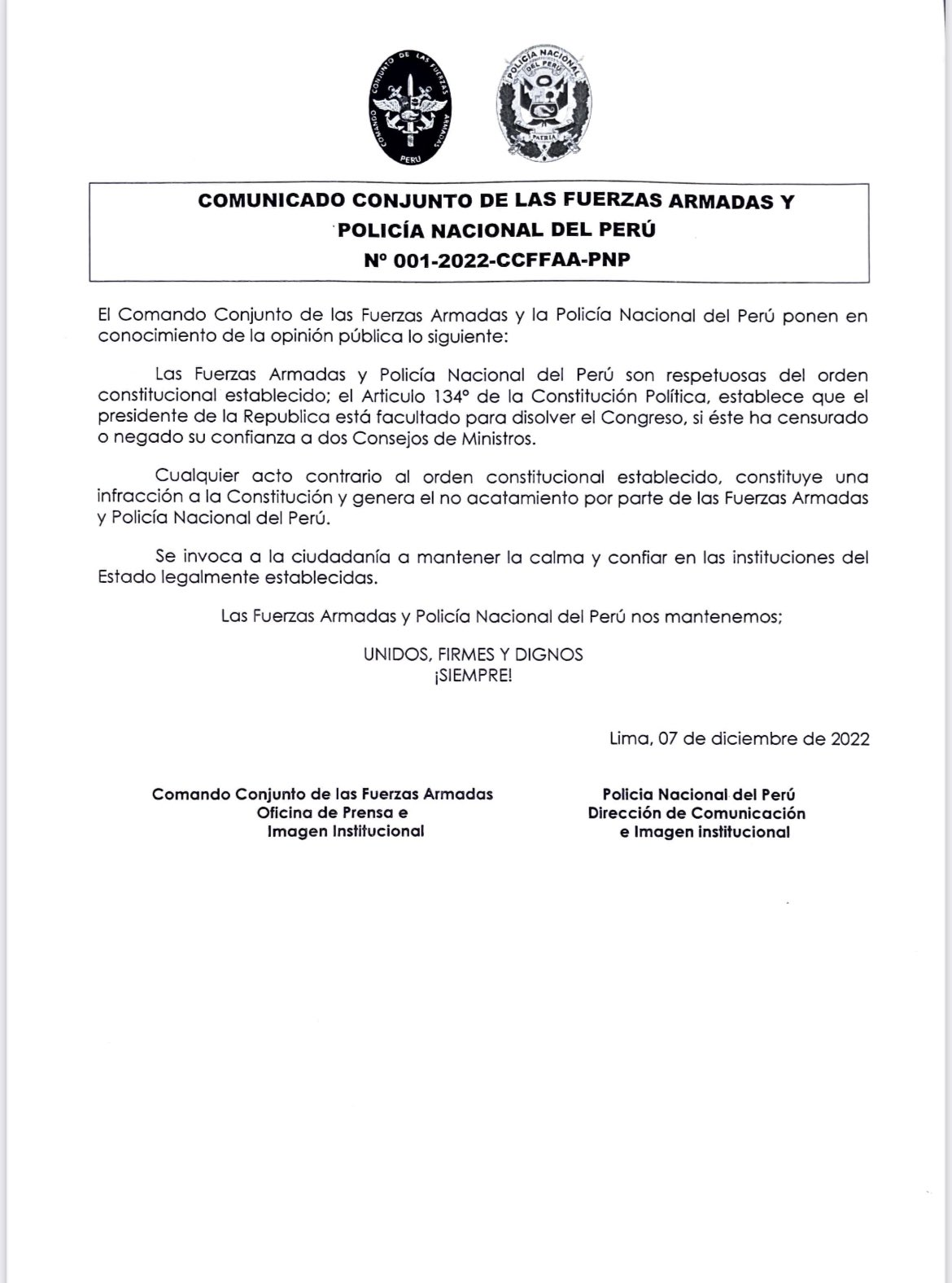
Văn bản của Bộ Chỉ huy chung Lực lượng Vũ trang Peru và Cảnh sát Quốc gia Peru bác bỏ hành động của Tống thống Castillo

Tòa án Hiến pháp Peru đã đưa ra tuyên bố: "Không ai phải phục tùng một chính quyền tiếm quyền và ông Pedro Castillo đã thực hiện một cuộc đảo chính thất bại. Lực lượng Vũ trang được trao quyền để khôi phục trật tự hiến pháp". Lực lượng Vũ trang cũng ra tuyên bố bác bỏ hành động của Tổng thống Castillo và kêu gọi duy trì ổn định ở Peru.

### Quốc hội bãi nhiệm Castillo
Bác bỏ hành động giải tán cơ quan lập pháp của Tổng thống Castillo, Quốc hội đã tập hợp và bỏ phiếu phế truất Castillo khỏi chức vụ do "thiếu năng lực đạo đức" với 101 phiếu thuận, 6 phiếu chống và 10 phiếu trắng. Có thông báo rằng Phó Tổng thống Dina Boluarte, người bác bỏ các hành động của Castillo, sẽ tuyên thệ nhậm chức tổng thống vào lúc 3:00 chiều giờ Peru.

### Castillo bị giam giữ
Một số cá nhân đã tụ tập bên ngoài đại sứ quán Mexico ở Lima nhằm phong tỏa khu vực khi có tin đồn rằng Castillo đang cố gắng chạy trốn khi xin tị nạn ở Mexico. Vài phút sau khi rời Văn phòng Chính phủ, Castillo đã bị chính quyền giam giữ với tội danh nổi loạn.

### Boluarte tuyên thệ nhậm chức
Lúc 3 giờ chiều theo giờ Peru, Phó Tổng thống của Castillo, Dina Boluarte đã bước vào cơ quan lập pháp và xuất hiện trước Quốc hội, tại đây bà đã tuyên thệ nhậm chức tổng thống Peru. Sau khi Castillo bị phế truất, những người ủng hộ ông bắt đầu biểu tình trên toàn quốc yêu cầu trả tự do cho ông và Boularte từ chức.

## Hậu quả
Trong lúc Castillo bị giam giữ, ông đã tố cáo "kế hoạch Machiavellian" chống lại ông được thực hiện bởi Công tố viên Quốc gia Patricia Benavides, Quốc hội và cựu phó tổng thống Boluarte. Theo IDL-Reporteros, sự hậu thuẫn của Quốc hội cánh hữu đối với Tổng thống Boluarte là không đủ vì trước đó họ cũng đã cố gắng để loại bỏ bà. Sau khi nhậm chức, Tổng thống Boluarte ngay lập tức bổ nhiệm nhà lãnh đạo cánh hữu Pedro Angulo Arana làm thủ tướng. Theo La República và Đài tiếng nói Hoa Kỳ, Thủ tướng Angulo sẽ phải đối mặt với nhiều tranh cãi và dính líu liên quan đến 13 cuộc điều tra hình sự, với các cáo buộc nghiêm trọng bao gồm quấy rối tình dục các nữ trợ lý và ủng hộ hành động của César Hinostroza, người đã xin ân huệ bất hợp pháp từ thẩm phán María Apaza và bỏ trốn khỏi Peru.
Những người ủng hộ Castillo đã tức giận trước hành động chống lại cựu tổng thống, yêu cầu tổng tuyển cử ngay lập tức và tổ chức các cuộc biểu tình trên toàn quốc. Từ những cuộc biểu tình ôn hòa đã đã bị chuyển biến thành bạo lực vào ngày 11 tháng 12 gần thành phố phía nam Andahuaylas, tại đây những người biểu tình đã phong tỏa sân bay. Trong khi đó, một chiếc trực thăng với cảnh sát trong số đó được cho là đã nổ súng vào người biểu tình khiến hai người chết. Tân tổng thống Boluarte đã cố gắng xoa dịu các cuộc biểu tình bằng cách đề xuất bầu cử sớm hai năm, vào tháng 4 năm 2024. Tuy nhiên, Quốc hội bác bỏ đề xuất bầu cử sớm của Boluarte.

## Phản ứng quốc tế
- Mexico: Bộ trưởng Bộ Ngoại giao Mexico, Marcelo Ebrard tuyên bố lấy làm tiếc về những diễn biến và kêu gọi tôn trọng nền dân chủ.[45]
- Hoa Kỳ: Chính phủ Hoa Kỳ bác bỏ các hành động của Tổng thống Castillo. Đại sứ Hoa Kỳ tại Peru, Lisa D. Kenna tuyên bố "Hoa Kỳ kiên quyết bác bỏ bất kỳ hành động vi hiến nào của Tổng thống Castillo nhằm ngăn cản Quốc hội thực hiện nhiệm vụ của mình. Hoa Kỳ mạnh mẽ kêu gọi Tổng thống Castillo đảo ngược nỗ lực giải tán Quốc hội và cho phép các thể chế dân chủ của Peru hoạt động theo Hiến pháp. Chúng tôi khuyến khích người dân Peru giữ bình tĩnh trong thời gian này".[46]
- Uruguay: Chính phủ Uruguay đã đưa ra "lời kêu gọi tôn trọng các thể chế dân chủ và lên án mạnh mẽ bất kỳ nỗ lực nào nhằm phá vỡ trật tự hiến pháp hiện hành". Quốc gia này cũng hy vọng việc Dina Boluarte tuyên thệ nhậm chức "sẽ có thể đảm bảo ổn định chính trị và duy trì pháp quyền".[47]
- Chile: Chính phủ nước này đã tuyên bố "rất lấy làm tiếc về tình hình chính trị mà Cộng hòa Peru đang trải qua và tin tưởng rằng cuộc khủng hoảng tại quốc gia anh em này có thể được giải quyết thông qua các cơ chế dân chủ và tôn trọng luật pháp".[48]
- Mexico, cùng với Argentina, Bolivia, Colombia đã đưa ra một tuyên bố chung và gọi Castillo là "nạn nhân của hành vi quấy rối phi dân chủ".[49][50]